# Kanton Angers-2
 Angers-2 is een kanton van het Franse departement Maine-et-Loire. Het kanton maakt deel uit van het arrondissement  Angers.
In 2020 telde het 41.632 inwoners.

Het kanton werd gevormd ingevolge het decreet van 26 februari 2014 , met uitwerking op 22 maart 2015, met Angers als hoofdplaats.

## Gemeenten
Het kanton omvat volgende gemeenten:
- Angers (zuidwestelijk deel)
- Bouchemaine
- Sainte-Gemmes-sur-Loire